# Liste der Monuments historiques in Savignac (Gironde)
Die Liste der Monuments historiques in Savignac (Gironde) führt die Monuments historiques in der französischen Gemeinde Savignac auf.

## Liste der Objekte
| Bezeichnung                                                        | Beschreibung                              | Standort                     | Kennzeichnung | Schutzstatus | Datum | Bild |
| ------------------------------------------------------------------ | ----------------------------------------- | ---------------------------- | ------------- | ------------ | ----- | ---- |
| Ölgemälde Apostel Paulus                                           | 19. Jahrhundert                           | in der Kirche St-Roch (Lage) | PM33002022    | Inscrit      | 2005  |      |
| Ölgemälde Saint Nicolas avec saint Côme et saint Damien            | 1675                                      | in der Kirche St-Roch (Lage) | PM33002020    | Inscrit      | 2005  |      |
| Ölgemälde La Double Trinité                                        | 17. Jahrhundert                           | in der Kirche St-Roch (Lage) | PM33002019    | Inscrit      | 2005  |      |
| Skulpturengruppe: Heilige Anna und Maria oder Unterweisung Mariens | Holz, bemalt, Anfang des 16. Jahrhunderts | in der Kirche St-Roch (Lage) | PM33000793    | Classé       | 1984  |      |
| Retabel des heiligen Rochus                                        | Holz, 17. Jahrhundert                     | in der Kirche St-Roch (Lage) | PM33001473    | Inscrit      | 1981  |      |
| Zwei Altäre mit zwei Retabeln                                      | Holz, vergoldet, 19. Jahrhundert          | in der Kirche St-Roch (Lage) | PM33002025    | Inscrit      | 2005  |      |
| Schrank in der Sakristei                                           | Holz, 18. Jahrhundert                     | in der Kirche St-Roch (Lage) | PM33002024    | Inscrit      | 2005  |      |
| Skulptur Madonna mit Kind                                          | Holz, vergoldet, 18. Jahrhundert          | in der Kirche St-Roch (Lage) | PM33001472    | Inscrit      | 1981  |      |
| Ölgemälde Vierge, anges et Sacré-Coeur                             | 18. Jahrhundert                           | in der Kirche St-Roch (Lage) | PM33002018    | Inscrit      | 2005  |      |
| Ölgemälde Unterweisung Mariens                                     | 17. Jahrhundert                           | in der Kirche St-Roch (Lage) | PM33002021    | Inscrit      | 2005  |      |
| Skulptur des heiligen Elme (?)                                     | Holz, polychrom gefasst, 17 Jahrhundert   | in der Kirche St-Roch (Lage) | PM33002023    | Inscrit      | 2005  |      |
| Kommunionbank                                                      | Holz, polychrom gefasst, 18. Jahrhundert  | in der Kirche St-Roch (Lage) | PM33002026    | Inscrit      | 2005  |      |